# Román Escolano
Román Escolano Olivares (ur. 20 września 1965 w Saragossie) – hiszpański ekonomista i urzędnik państwowy, w latach 2014–2018 wiceprezes Europejskiego Banku Inwestycyjnego, w 2018 minister gospodarki.

## Życiorys
Absolwent studiów ekonomiczno-biznesowych na Uniwersytecie Ekonomicznym w Madrycie. W 1989 dołączył do państwowego korpusu ekonomistów. Pracował w gabinecie sekretarza stanu ds. Wspólnot Europejskich, w ambasadzie Hiszpanii w Tajlandii oraz w radzie doradczej przy ministrze pracy. Od 1998 zatrudniony w gabinecie prezydium rządu, od 2000 jako dyrektor departamentu ekonomicznego, pełnił tę funkcję do 2004.
Później związany z Banco Bilbao Vizcaya Argentaria, w latach 2006–2011 był dyrektorem do spraw instytucjonalnych. W latach 2012–2014 kierował państwową instytucją finansową Instituto de Crédito Oficial. Następnie został wiceprezesem Europejskiego Banku Inwestycyjnego.
W marcu 2018 dołączył do drugiego rządu Mariano Rajoya, obejmując w nim stanowisko ministra gospodarki, przemysłu i konkurencyjności w miejsce Luisa de Guindosa. Zakończył urzędowanie w czerwcu tegoż roku, gdy rząd przegrał głosowanie nad wotum nieufności.